# 越谷站
越谷站（日语：／ Koshigaya eki */?）是位於日本埼玉縣越谷市，屬於東武鐵道伊勢崎線（東武晴空塔線）的鐵路車站。車站編號是TS 21。

## 歷史
越谷站東口周邊的市區是江戶時代日光街道越谷宿發展而成的宿場町，1899年東武伊勢崎線開通以前便已形成大型聚落。但是東武線開通當初，越谷車站是設於越谷宿北端的大澤町（之後的武州大澤站，現在的北越谷站），越谷町並未設站。
對此，當時的越谷町為了地方發展與產業振興，積極推動設站。東武鐵道向越谷町提出捐資助站費用1萬6000日圓，新設車站到日光街道的道路，工商業者與東武鐵道締結貨物運送契約等六大條件。越谷町全盤接受後，1920年設立越谷站，是東武鐵道首座請願車站。車站東口設有越谷站停車場新設紀念碑。

### 年表
- 1920年4月17日：越谷站（越ヶ谷駅）開業[2]。
- 1956年12月1日：改稱越谷站。
- 1966年（昭和41年）9月22日：18時25分，越谷站第79號平交道發生巴士衝撞事故。造成4人死亡，12人受傷。
- 1972年（昭和47年） ：站前廣場拓寬。越谷站停車場新設紀念碑移往久伊豆神社（日语：久伊豆神社 (越谷市)）[3]。
- 1982年（昭和57年）：站房改建成兩層房，同時完成越谷站前圓環與噴水池。
- 1989年（平成元年）8月30日： 開設西口。
- 1993年（平成5年）10月8日]：下行線高架化。
- 1994年（平成6年）11月2日：上行線高架化。
- 1995年（平成7年）12月7日：上行月台的電梯與電扶梯啟用。
- 1996年（平成8年）12月21日：下行月台的電梯與電扶梯啟用。
- 1997年（平成9年）3月25日：高架複複線化完工。草加起迄列車延長至本站。
- 2001年（平成13年）3月28日：越谷 - 北越谷間高架複複線化完工[4]。
- 2010年（平成22年）12月20日：導入發車音樂[5]。
- 2011年（平成23年）11月：紀念碑移回站前廣場[3]。
- 2012年（平成24年）
  - 3月17日：導入車站編號TS 21。
  - 8月：東口站前廣場拓寬。站房與越谷Twin City（日语：越谷ツインシティ）設聯絡通道。
  - 9月30日：定期券、回數券售票處結束營業。
- 2013年（平成25年）2月：更新列車資訊顯示器。導入進站鈴聲。

## 車站結構

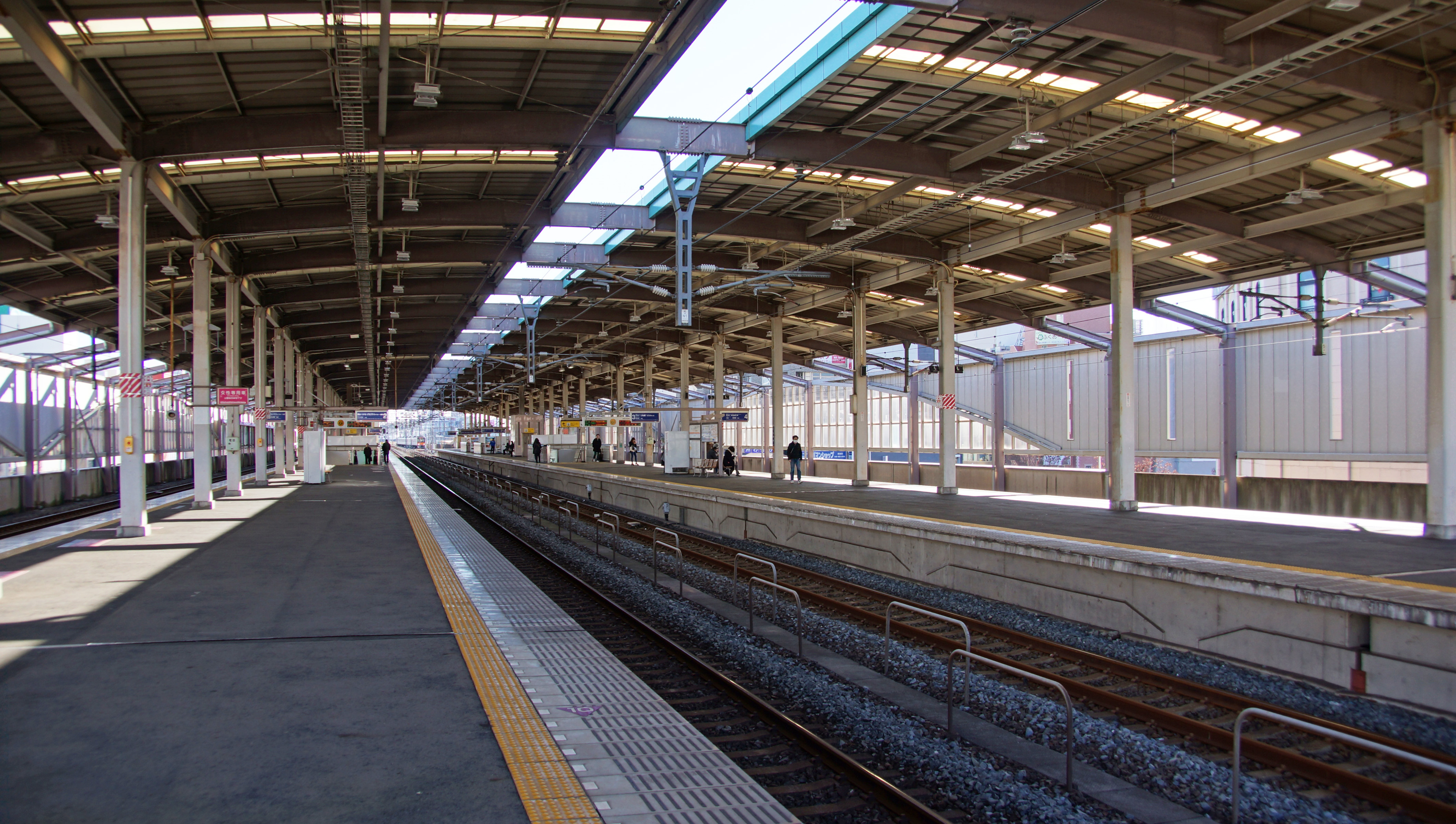
1號與2號月台（2016年12月）

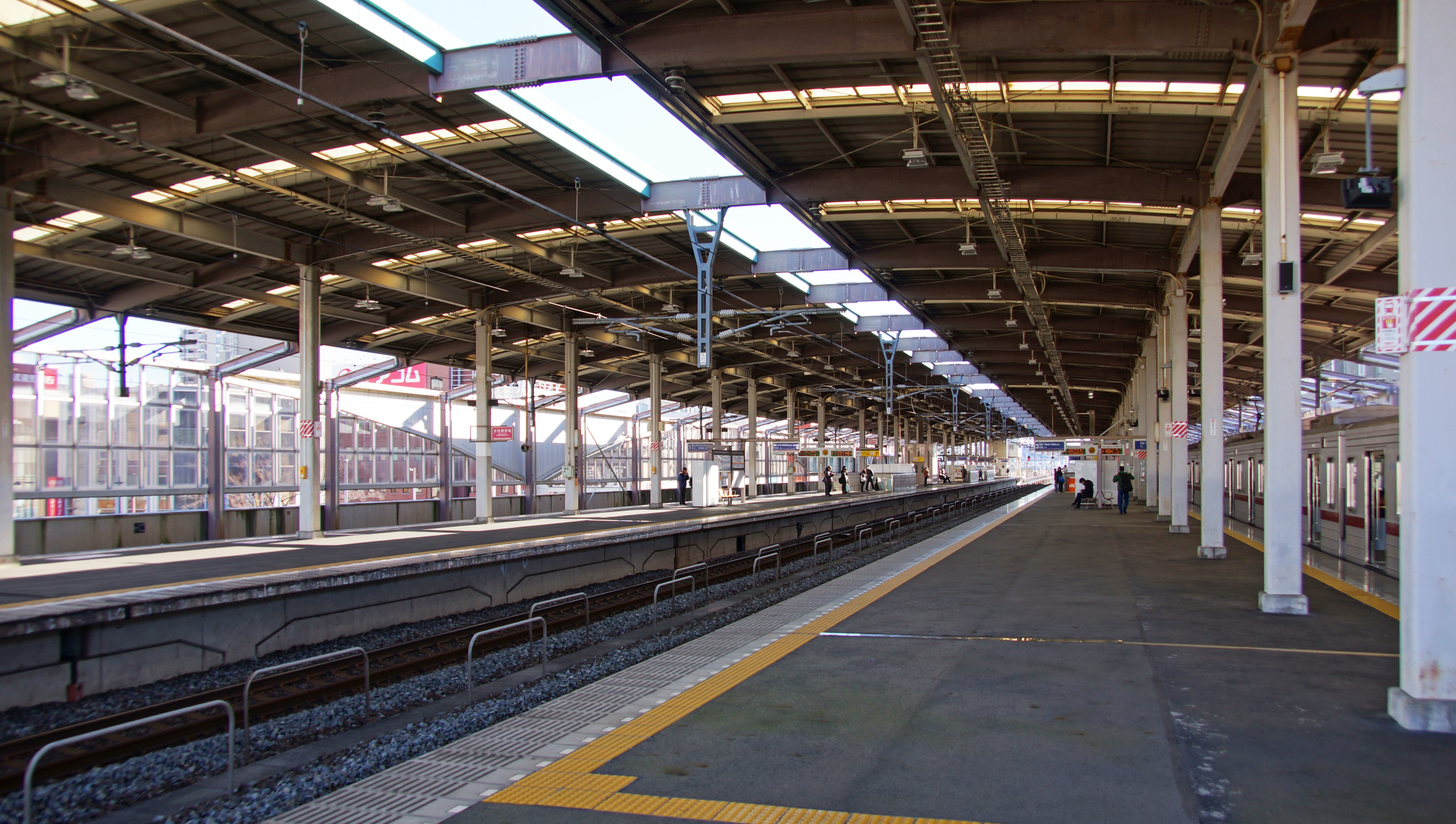
3號與4號月台（2016年12月）

本站為擁有島式月台2面4線的高架車站。本站與草加站一樣，急行線外側有特急列車等使用的通過線。但草加站通過線有編號，本站則無。2010年（平成22年）12月20日，本站與新越谷站和千間站同日導入發車音樂。
在北越谷複複線工程尚未完成以前，班表上有從本站折返的班次。而本站啟用複複線時，南側新越谷方向有緩行線專用的臨時月台與緩行線切入急行線的轉轍器。但兩者已在北越谷複複線啟用時停止使用。
在地面車站時代，上行線為側式、下行線為島式月台，共計2面3線。當時的1號線是上行線，2號線是下行待避線，3號線是下行本線，上行本線與下行待避線之間有中線，車站西側還有一條側線。（之後高架工程時調換下行待避線與本線位置，工程前下行待避線可透過橫渡線經中線至上行本線。）

### 月台配置
| 月台 | 路線         | 方向 | 軌道   | 目的地                                                                     |
| ---- | ------------ | ---- | ------ | -------------------------------------------------------------------------- |
| 1    | 東武晴空塔線 | 上行 | 急行線 | 新越谷、北千住、東京晴空塔、淺草、 半藏門線 澀谷、 田園都市線 中央林間方向 |
| 2    | 東武晴空塔線 | 上行 | 緩行線 | 新越谷、北千住、東京晴空塔、淺草、 日比谷線 中目黑方向                     |
| 3    | 東武晴空塔線 | 下行 | 緩行線 | 北越谷、北春日部、東武動物公園、 日光線 南栗橋方向                         |
| 4    | 東武晴空塔線 | 下行 | 急行線 | 春日部、東武動物公園、 伊勢崎線 久喜、 日光線 南栗橋方向                   |

- 白天的急行列車會在本站進行2~3分鐘左右的時間調整。此時可看見特急追越急行的畫面。

## 使用情況
2017年度一日平均上下車人次為50,477人。伊勢崎線車站當中排行第12位。
至1984年度為止是本市上下車人次最多的車站。在武藏野線通車後仍持續增加，1日平均上車人次曾一度超過6萬人次，1993年度起每年減少千人以上，1999年度跌破5萬人。2001年度以後維持在5萬人以下，2012年度開始逐步上升，2017年度重新站回5萬人大關。

近年一日平均上下車人次以及上車人次的推移如下表。
| 年度               | 一日平均 上下車人次 | 一日平均 上車人次 |
| ------------------ | ------------------- | ----------------- |
| 1960年（昭和35年） | 14,817              | 7,408             |
| 1965年（昭和40年） | 31,394              | 15,696            |
| 1970年（昭和45年） | 46,581              | 23,839            |
| 1975年（昭和50年） | 51,799              | 25,900            |
| 1980年（昭和55年） | 53,596              | 26,799            |
| 1981年（昭和56年） |                     | 26,569            |
| 1982年（昭和57年） |                     | 26,735            |
| 1983年（昭和58年） |                     | 27,393            |
| 1984年（昭和59年） |                     | 27,691            |
| 1985年（昭和60年） | 55,899              | 27,950            |
| 1986年（昭和61年） |                     | 28,767            |
| 1987年（昭和62年） |                     | 29,303            |
| 1988年（昭和63年） |                     | 30,169            |
| 1989年（平成元年） |                     | 30,254            |
| 1990年（平成02年） | 61,674              | 30,498            |
| 1991年（平成03年） |                     | 31,001            |
| 1992年（平成04年） |                     | 30,942            |
| 1993年（平成05年） | 61,515              | 30,615            |
| 1994年（平成06年） |                     | 29,825            |
| 1995年（平成07年） |                     | 29,071            |
| 1996年（平成08年） |                     | 27,892            |
| 1997年（平成09年） |                     | 26,428            |
| 1998年（平成10年） | 51,779              | 25,995            |
| 1999年（平成11年） | 49,740              | 24,881            |
| 2000年（平成12年） | 49,008              | 24,398            |
| 2001年（平成13年） | 46,371              | 23,307            |
| 2002年（平成14年） | 45,220              | 22,715            |
| 2003年（平成15年） | 44,902              | 22,532            |
| 2004年（平成16年） | 44,470              | 22,318            |
| 2005年（平成17年） | 44,491              | 22,373            |
| 2006年（平成18年） | 45,004              | 22,663            |
| 2007年（平成19年） | 45,950              | 23,152            |
| 2008年（平成20年） | 46,014              | 23,077            |
| 2009年（平成21年） | 44,828              | 22,450            |
| 2010年（平成22年） | 44,993              | 22,516            |
| 2011年（平成23年） | 44,752              | 22,450            |
| 2012年（平成24年） | 46,535              | 23,325            |
| 2013年（平成25年） | 48,113              | 24,130            |
| 2014年（平成26年） | 48,128              | 24,126            |
| 2015年（平成27年） | 48,829              | 24,478            |
| 2016年（平成28年） | 49,504              | 24,803            |
| 2017年（平成29年） | 50,477              |                   |

## 車站周邊
車站周邊是越谷市中部的住宅區，東邊有市役所等行政廳舍。站前東口、西口皆有站前圓環，站體與購物中心「Fine越谷」共構。

### 東口
本站開業時所設置的出入口，是從越谷宿發展而成的市區。東北側有再開發所建設的越谷Twin City，東南側是以越谷市道70007號（通稱：丸七通）為軸心的商店街。沿著市役所前中央通往東的北側有越谷市役所，元荒川對岸的東越谷是新興住宅區。
- 越谷市役所（日语：越谷市役所）
- 越谷市中央市民會館
- 越谷Twin City（日语：越谷ツインシティ）
  - FOOD SQUARE KASUMI（日语：カスミ）越谷Twin City店
  - 獨協醫科大學越谷醫院（日语：獨協医科大学越谷病院）附屬腎、預防醫學中心
  - 野村證券越谷支店
  - 越谷市護照中心
  - 越谷市市民活動支援中心
  - 越谷市立圖書館中央圖書室
  - 日本年金機構（日语：日本年金機構）越谷年金事務所（日语：年金事務所）
- ALCo越谷購物廣場
  - FOOD SQUARE KASUMI ALCo越谷店
- 國土交通省江戶川河川事務所中川出張所
- 埼玉縣越谷合同廳舍
  - 埼玉縣越谷縣稅事務所
  - 埼玉縣越谷縣土整備事務所
  - 埼玉縣越谷建築安全中心
  - 埼玉縣越谷環境管理事務所
- 越谷公共職業安定所（日语：公共職業安定所）（HelloWork）
- 越谷市立圖書館（日语：越谷市立図書館）
- 越谷市民球場（日语：越谷市民球場）
- 埼玉縣立越谷高等學校（日语：埼玉県立越ヶ谷高等学校）
- 埼玉縣立越谷東高等學校（日语：埼玉県立越谷東高等学校）
- 埼玉縣立越谷綜合技術高等學校（日语：埼玉県立越谷総合技術高等学校）
- 越谷市立越谷小學校（日语：越谷市立越ヶ谷小学校）
- 中央保育園
- 越谷市立醫院（日语：越谷市立病院）
- 越谷市保健所
- 花田苑（日语：花田苑）
- 越谷市越谷綜合運動場
- 埼玉縣警察（日语：埼玉県警察）越谷警察署（日语：越谷警察署）
- 埼玉縣警察東部機動中心
- 地方裁判所及簡易裁判所合同廳舍
  - 埼玉地方裁判所（日语：さいたま地方裁判所）越谷支部
  - 越谷簡易裁判所（日语：簡易裁判所）
- 埼玉地方檢察廳（日语：さいたま地方検察庁）越谷支部
  - 越谷區檢察廳（日语：区検察庁）
- 埼玉地方法務局越谷支局

#### 郵局、金融機關
- 越谷瓦曾根郵便局
- 三菱UFJ銀行越谷支店、越谷駅前支店（同一建物内）
- 三井住友銀行越谷支店
- 瑞穗銀行越谷支店
- 埼玉里索那銀行越谷支店
- 三井住友信託銀行越谷支店
- 武藏野銀行越谷支店
- 栃木銀行（日语：栃木銀行）越谷支店

### 西口
1989年開設的出入口，赤山町是廣大的住宅區。
- 越谷稅務署
- 越谷赤山郵便局
- 栃木銀行（日语：栃木銀行）越谷西支店
- 青木信用金庫（日语：青木信用金庫）越谷支店
- 城北信用金庫（日语：城北信用金庫）越谷支店

### 路線巴士

#### 東口
| 乘車處     | 乘車處 | 主要行經地                   | 目的地         | 運行公司   | 備註               |
| ---------- | ------ | ---------------------------- | -------------- | ---------- | ------------------ |
| 越谷站     | 1      | 越谷市立醫院、大相模消防署前 | 越谷湖城站北口 | 朝日自動車 |                    |
| 越谷站     | 1      | 越谷市立醫院、大相模消防署前 | 吉川站北口     | 朝日自動車 | 平日5班            |
| 越谷站     | 1      | 越谷市立醫院、綜合公園       | 增林地區中心   | 朝日自動車 |                    |
| 越谷站     | 1      | 越谷市立醫院                 | 綜合公園       | 朝日自動車 |                    |
| 越谷站     | 1      | 越谷市立醫院                 | いきいき館     | 朝日自動車 |                    |
| 越谷站     | 1      | 產業僱用支援中心             | 越谷市立醫院   | 朝日自動車 |                    |
| 越谷站     | 2      | 藤塚、大相模消防署前         | 吉川站北口     | 朝日自動車 |                    |
| 越谷站     | 2      | 藤塚、大相模消防署前         | 吉川車庫       | 朝日自動車 | 平日6班、週六日4班 |
| 越谷站     | 2      | 藤塚、大相模消防署前         | 幸町入口       | 朝日自動車 | 平日1班            |
| 越谷站東口 | 4      | 越谷高校前、花田             | 越谷站東口     | 朝日自動車 | 花田循環           |
| 越谷站東口 | 4      | 越谷高校前、花田             | 越谷市立圖書館 | 朝日自動車 |                    |

- 東京站、上野站、北千住站發出的深夜急行巴士停靠東口。

#### 西口
| 乘車處     | 乘車處 | 系統   | 主要行經地                               | 目的地         | 運行公司     | 備註 |
| ---------- | ------ | ------ | ---------------------------------------- | -------------- | ------------ | ---- |
| 越谷站西口 | 1      | 越51   | 神明町二丁目、水上公園入口、末田         | 岩槻站東口     | 朝日自動車   |      |
| 越谷站西口 | 1      | 越53   | 神明町二丁目、水上公園入口               | 灰斑鳩水上公園 | 朝日自動車   |      |
| 越谷站西口 | 1      | 新越11 | 神明町二丁目、釣上                       | 東川口站北口   | 國際興業巴士 |      |
| 越谷站西口 | 1      | 新越11 | 七左町二丁目                             | 新越谷站西口   | 國際興業巴士 |      |
| 越谷站西口 | 2      | 越谷線 | 赤山町3丁目、谷中町3丁目、越谷誠和醫院前 | 縣民健康福祉村 | Japantaro's  |      |

## 相鄰車站
東武鐵道
 東武晴空塔線
■急行、■區間急行
新越谷（TS 20）－越谷（TS 21）－千間台（TS 24）
■準急、■區間準急、■普通
新越谷（TS 20）－越谷（TS 21）－北越谷（TS 22）

## 外部連結
- 越谷（車站資訊） - 東武鐵道